# Estación de Caíde
La Estación Ferroviaria de Caíde, también conocida como Estación de Caíde, es una plataforma de la Línea del Duero, que sirve a parroquias de Caíde de Rei, en el ayuntamiento de Lousada, en Portugal.

## Características

### Localización y accesos
La estación se encuentra junto a la localidad de Feira Nova, en la Avenida de la Estación de Ferrocarriles.

### Servicios
Esta plataforma es utilizada por servicios de los tipos Urbano, InterRegional y Regional, efectuados por la operadora Comboios de Portugal.

### Características físicas
En enero de 2011, esta plataforma disponía de 4 vías de circulación, con longitudes entre los 958 y los 244 metros; las plataformas tenían todas 230 metros de extensión, y 90 centímetros de altura.

## Historia

### SigloXX
En 1926, el gobierno autorizó un proyecto para la ampliación de esta estación, y, en 1933, la Comisión Administrativa del Fondo Especial de Ferrocarriles aprobó la realización de diversas obras, como muros de separación y vallas. Al año siguiente, la Dirección general de Ferrocarriles abrió un concurso para el arreglo de la plataforma exterior.

### Siglo XXI
La estación sufrió, entre marzo de 2000 y septiembre de 2002, profundas obras de remodelación, en el ámbito del proyecto de modernización del tramo Penafiel-Caíde; esta intervención, con un costo aproximado de 1.550.000 Euros, contempló la ampliación del edificio de pasajeros y la construcción de un área técnica, una pasaje inferior para peones, varios muros de soporte, y coberturas en los muelles de pasajeros.